# Tipula (Eumicrotipula) ligulipenicillata
Tipula (Eumicrotipula) ligulipenicillata is een tweevleugelige uit de familie langpootmuggen (Tipulidae). De soort komt voor in het Neotropisch gebied.